# لشکرکشی کاراکالا به ایران

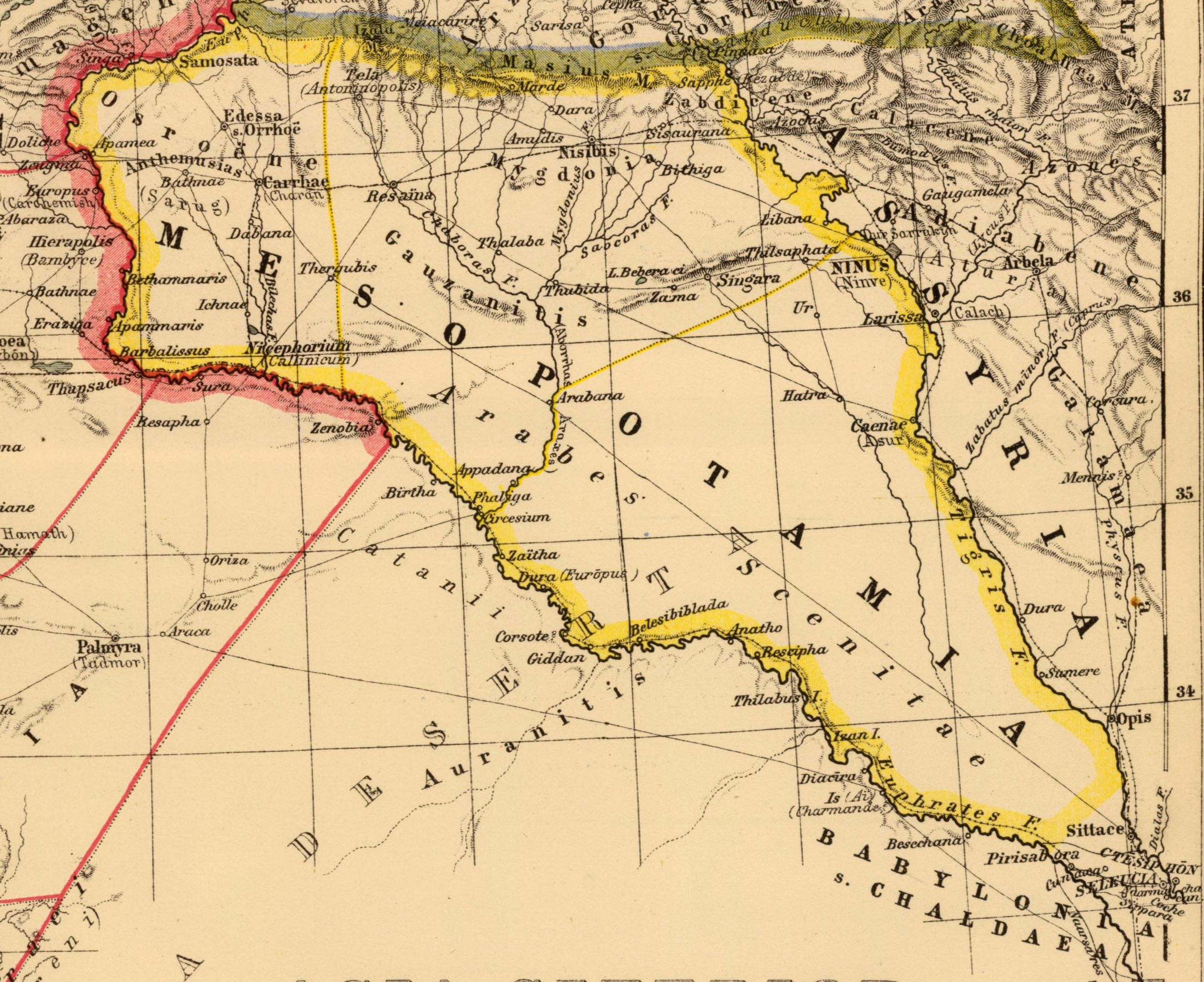
بین‌النهرین. آسیای نزدیک. اثر هنریش کیپرت برلینی.

لشکرکشی امپراتور کاراکالا به ایران یک لشکرکشی ناموفق امپراتوری روم به رهبری کاراکالا به ایران اشکانی در سال ۲۱۶ و ۲۱۷ میلادی بود. این جنگ اوج دوره‌ای چهارساله بود که کاراکالا لشکرکشی‌های گسترده طولانی را در اروپای مرکزی و شرقی و خاور نزدیک دنبال کرد، که همچنین اوج بی‌توجهی کاراکالا به امور اداری نیز بود. وی پس از مداخله برای سرنگونی حاکمان در پادشاهی‌های دست‌نشانده همسایه ایران، در سال ۲۱۶ به بهانه رد پیشنهاد ازدواج دختر نابالغ اردوان پنجم، به ایران حمله کرد. نیروهای وی پیش از عقب‌نشینی به آسیای صغیر، که کاراکالا در آوریل ۲۱۷ در آنجا کشته شد، در مناطق شمالی شاهنشاهی اشکانی یک لشکرکشی را انجام دادند. جنگ در سال بعد پس از پیروزی اشکانیان در نبرد نصیبین پایان یافت و با پرداخت مبلغ هنگفتی غرامت جنگی به اشکانیان از طرف روم همراه بود.